# Марія Глазрова
Марія Глазрова (чеськ. Marie Glázrová; нар. 11 липня 1911, Горні-Суха, Австро-Угорщина (нині район Карвіна, Морав-Сілезького краю Чеської Республіки) — пом. 19 лютого 2000, Прага, Чехія) — чеська артистка театру і кіно. Лауреатка Державної премії (1942). Заслужена артистка Чехословаччини (1963).

## Біографія

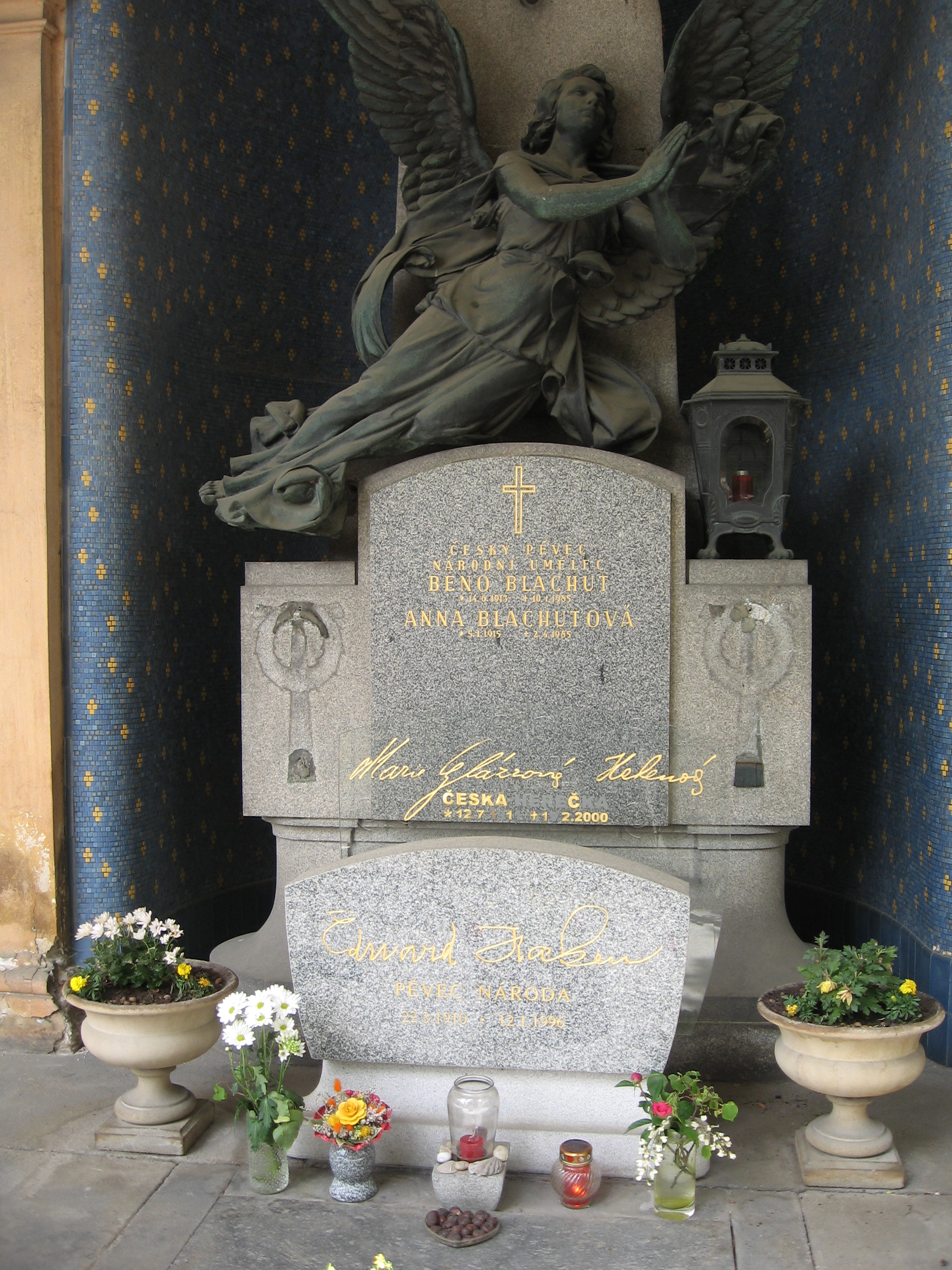
Надгробок на могилі Едуарда Гакена, Марії Глазрової та Беное Блахута на Вишеградському кладовищі

Народилася 1911 року в родині сільського лікаря, шанувальника мистецтва, актора-аматора. Брала уроки акторської майстерності, потім вчилася на драматичних курсах Празької консерваторії. Після закінчення навчання в 1931 році була прийнята в трупу театру в Пльзеня. З 1932 по 1937 рік виступала на сцені Театру на Виноградах.
З 1 серпня 1939 року по 31 грудня 1987 року — солістка Національного театру в Празі.
Грала в кіно з 1934 по 1986 роки, знялася в більш ніж 40 фільмах. Виступала на радіо. На початку кар'єри знімалася під прізвищем Глазерова.
Чоловік — Едуард Гакен, оперний співак (бас), в шлюбі народилася дочка, Марія Гакенова.
Похована на Вишеградському кладовищі Праги.

## Нагороди
- 1942 — Державна премія
- 1963 — Заслужена артистка Чехословаччини
- 1958 — Медаль «За видатну роботу»
- 1960 — Заслужений працівник Національного театру в Празі

## Вибрана фільмографія
- 1935 — Маріса / Marysa
- 1937 — Невинність / Panenství
- 1939 — Серце в целофані / Srdce v celofánu — Марта
- 1940 — Бабуся
- 1941 — Нічний метелик / Noční motýl — Гелена Варгова, актриса, дружина Варги
- 1943 — Танцівниця / Tanečnice — Кло Сатранова
- 1946 — Лавина / Lavina
- 1955 — Жив колись король / Byl jednou jeden král
- 1960 — Найвищий принцип / Vyšší princip
- 1968 — Весняні води / Jarní vody — Леонора
- 1979 — Найкраща жінка в моєму житті / Nejlepší žena mého života